# Обыкновенная зелёная падальница
Обыкновенная зелёная падальница (лат. Lucilia caesar) — представитель семейства каллифорид (Calliphoridae) из подсемейства Luciliinae. Важной особенностью зелёных падальниц является их способность быстро реагировать на появление мёртвых тел. Развивающиеся из отложенных в трупы яиц личинки зелёных падальниц способствуют их разложению. Распространены на скотобойнях, в выгребных ямах, на экскрементах. Используются в судебной энтомологии для установления времени смерти человека или животного.

## Название, описание, обитание
Название «падальные мухи» (blow flies), вероятно, восходит к гомеровской «Илиаде», в которой описывается молниеносная реакция мух, набрасывавшихся на тела воинов, убитых на поле боя. Автор поэмы рассказывал об этом так: «Я от него отогнать постараюсь свирепые стаи // Мух, поедающих трупы мужей, умерщвлённых в сраженьях». Там же говорилось о способности мух быстро заполнять раны личинками: «Как бы тем временем мухи, проникнув в глубокие раны, // Медью пробитые в теле Менетьева мощного сына, // Не народили червей. Они изуродуют тело: // Вырвана жизнь из него! И станет оно разлагаться». К числу так называемых специализированных падальниц относятся и зелёные мухи, взрослые особи которых ускоряют разложение мёртвых тел.
Зелёные падальницы — мухи с блестящим металлическим брюшком зелёного или золотисто-зелёного цвета. Их длина варьируется от 6 до 10 мм. На усиках — перистая щетинка. Распространены повсеместно, в том числе в домах и садах. Наиболее естественная для них среда обитания — места открытой продажи продуктов, скотобойни, мусорные и выгребные ямы. Часто в большом количестве встречаются на экскрементах, падали или гниющем мясе. Являются переносчиками микробов[уточнить] и яиц паразитных червей. Питаются разжиженным разлагающимся материалом.

## Личинки

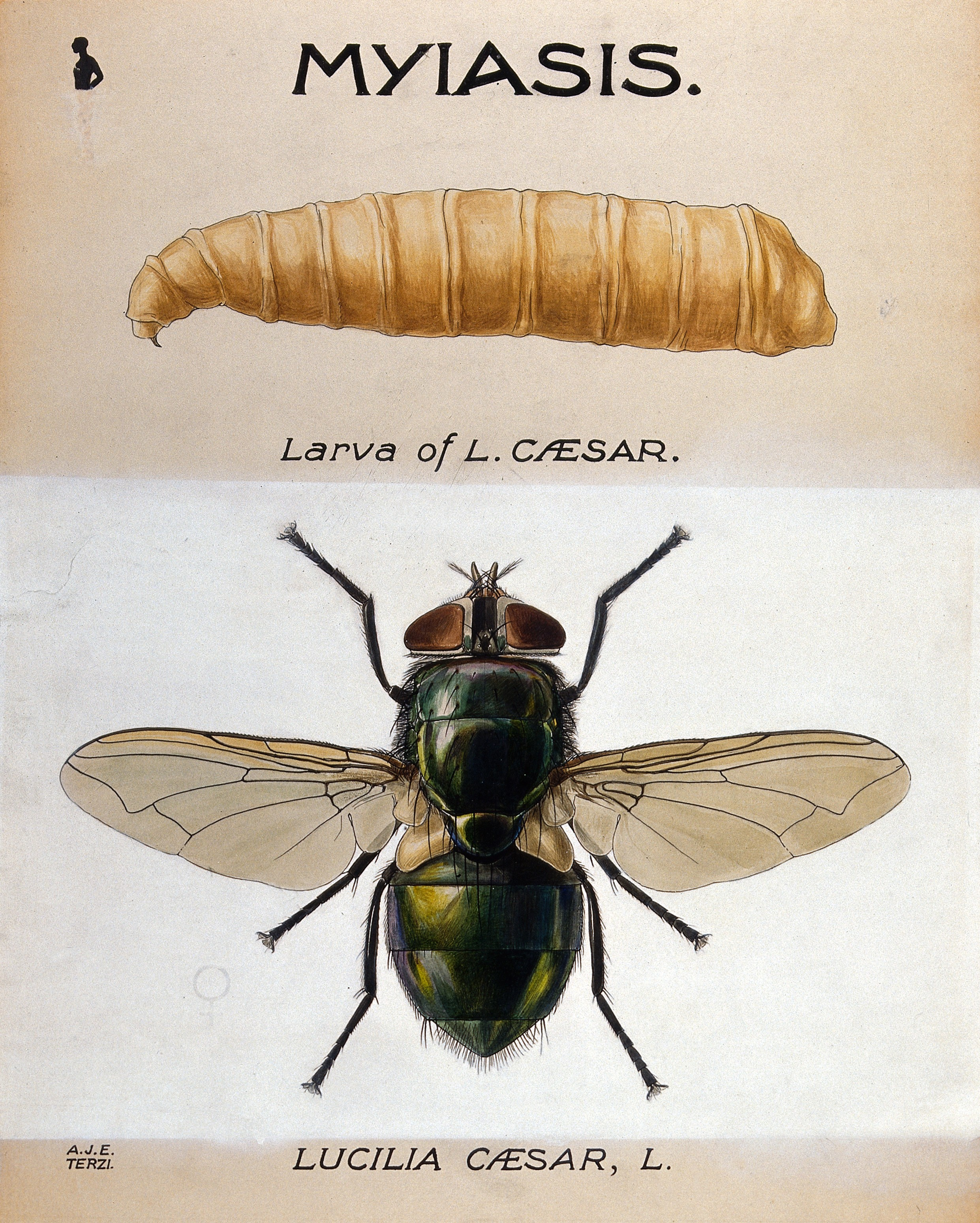
Личинка и муха — зелёная падальница

Зелёные падальницы откладывают яйца в открытые, незажившие раны, способствуя тем самым возникновению паразитарных болезней. Находясь в ране, личинка использует гной или разлагающиеся ткани в качестве пищи; одновременно происходит разрушение здоровых клеток. Кроме того, эти мухи быстро — в первый же день после гибели — находят и заполняют яйцами (имеющими длину около одного миллиметра) останки людей и животных. Примерно через сутки появляются личинки, имеющие удлинённый конус, два дыхательных и одно ротовое отверстие. Последнее оснащено чёрными крючками, выполняющими функции двигательного органа. Эти же крючки, действуя наподобие поршня, заполняют пространство вокруг личинок соком, который те выделяют из ротового отверстия. Ткани разжижаются — в результате образуется так называемый трупный бульон. Благодаря этой пище личинка быстро растёт. Её развитие заканчивается примерно через одну-две недели; затем начинается процесс окукливания. По словам французского энтомолога Жана Анри Фабра, роль личинок падальниц в природе весьма велика:

Сделаем вывод: личинки мух представляют собой крупную силу в этом мире. Для того чтобы восстановить поскорее жизнь из посмертных остатков того, что жило и умерло, они разлагают трупы и превращают их в раствор, которым питаются сами и которым оплодотворяется земля, кормилица растений. 

## В судебной энтомологии и медицине
Первый из известных случаев использования падальниц в судебной энтомологии относится к XIII веку и одновременно является первым применением этой науки. Его описание приводится китайским экспертом Сун Цы в сочинении «Записки о смытии обиды» (параграф 5 второго цзюаня). Согласно ему, во время поисков преступника, убившего серпом одного из крестьян, представители следствия велели ближайшим соседям убитого представить все свои серпы для исследования. Набралось 70 или 80 серпов, и представитель следствия разложил их на земле. К одному из серпов стали немедленно слетаться мухи, поскольку на нём остались следы крови убитого. Свидетельством того, что и в эпоху Средневековья люди были осведомлены о предназначении зелёных мух, являются гравюры, созданные в ту пору: на некоторых произведениях изображены мёртвые тела, обезображенные личинками. В последующие столетия эксперты начали использовать сведения о состоянии повреждённых мухами трупов (в частности, во время эксгумации) для выявления времени наступления смерти и момента вероятного захоронения.
В историю судебной энтомологии вошло преступление, расследование которого в 1850 году провёл французский эксперт М. Бержере. При осмотре трупа мальчика он взял за основу изучение обнаруженных на теле личинок и пришёл к выводу, что смерть ребёнка наступила в 1848 году. Сделанный Бержере вердикт не только избавил от необоснованных обвинений некоторых людей, подозревавшихся в совершении преступления, но и заложил начало идее о возможности установления даты смерти с помощью насекомых, обитающих в человеческих останках.
В годы Первой мировой войны медики использовали падальниц для борьбы с инфекциями. Было установлено, что личинки мух, заполняя раны людей, получивших увечья, «работали» избирательно: они поедали только разлагающийся материал, сохраняя невредимой живую ткань. При этом, как уточняют исследователи, врачи следили за стерильностью личинок. Применение зелёных падальниц в качестве своеобразных антибиотиков завершилось после открытия пенициллина, но в XXI веке эта тема вновь получила развитие: стало известно, что во Франции проводятся работы, связанные с использованием падальных мух для лечения некроза тканей.